# Ferenc Molnár (Sänger)

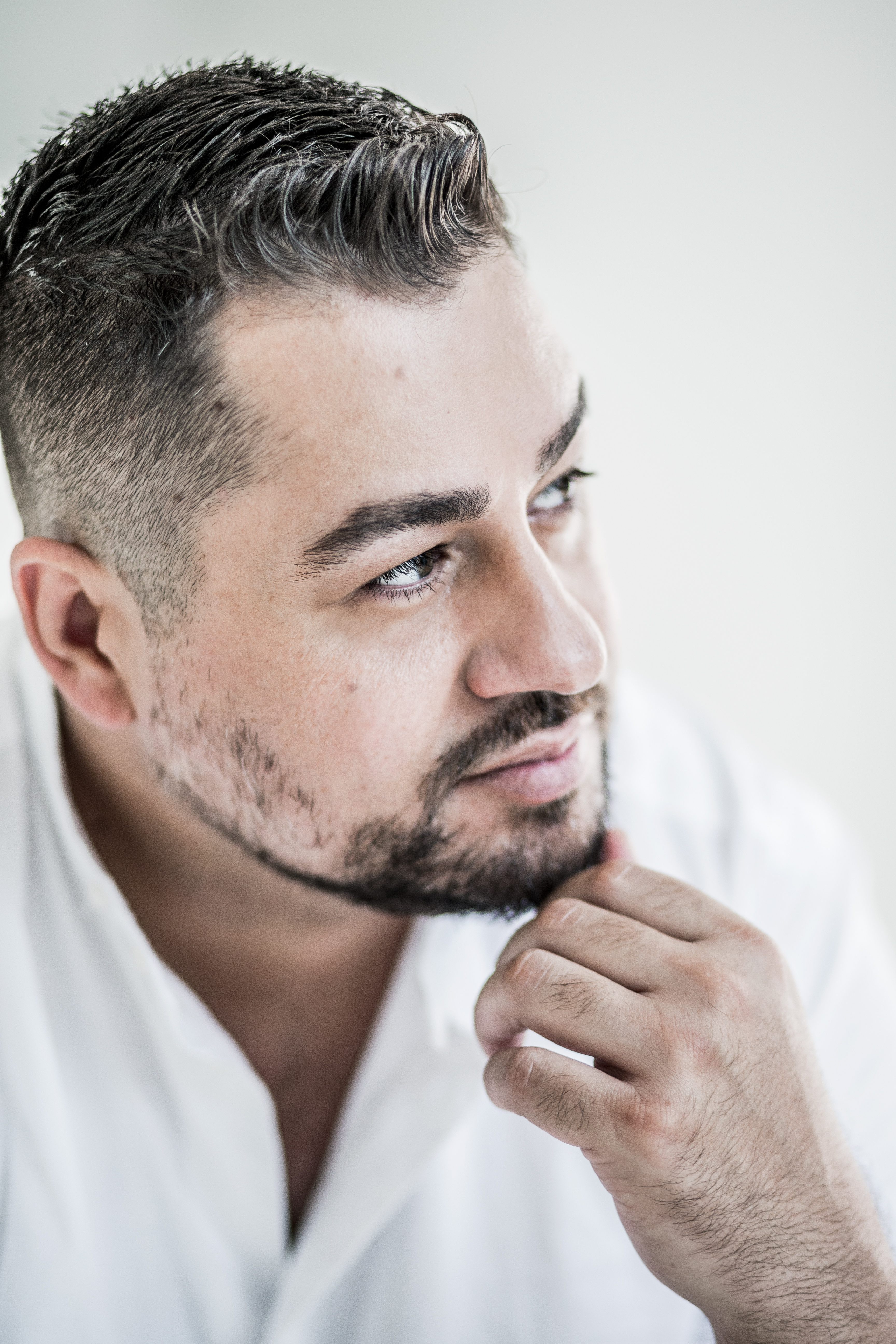
Ferenc Molnár (2017)

Ferenc Molnár ([ˈfɛrɛnʦ ˈmolnaːr]; * 1. Februar 1982 in Szolnok, Ungarn), besser bekannt unter seinem Künstlernamen Caramel [ˈkɑɾɑmɛl], ist ein ungarischer Sänger und Fonogram-Preisträger. Als zweimaliger Sieger bei der auf TV2 ausgestrahlten Talentshow Megasztár hat er in Ungarn viel an Popularität gewonnen.

## Diskografie

### Alben
| Jahr | Titel           | Höchstplatzierung, Gesamtwochen, AuszeichnungChartsChartplatzierungen (Jahr, Titel, Platzierungen, Wochen, Auszeichnungen, Anmerkungen) | Anmerkungen                       |
| Jahr | Titel           | HU | Anmerkungen                       |
| ---- | --------------- | --- | --------------------------------- |
| 2005 | Dalok           | HU1 Platin · (27 Wo.)HU | Charteintritt: 26. September 2005 |
| 2005 | Nyugalomterápia | HU1 ×2Doppelplatin · (33 Wo.)HU | Charteintritt: 26. Dezember 2005  |
| 2006 | Újrahangolva    | HU12 (12 Wo.)HU | Charteintritt: 18. Dezember 2006  |
| 2010 | Lélekdonor      | HU1 Platin · (92 Wo.)HU | Charteintritt: 22. März 2010      |
| 2011 | Vízió           | HU3 (15 Wo.)HU | Charteintritt: 6. Februar 2012    |
| 2014 | Epicentrum      | HU2 Gold · (18 Wo.)HU | Charteintritt: 27. Oktober 2014   |
| 2017 | 7               | HU15 (10 Wo.)HU | Charteintritt: 15. Dezember 2017  |